# Vilma Kadlečková
Vilma Kadlečková, provdaná Klímová (* 27. května 1971 Praha) je česká spisovatelka science fiction a fantasy, členka fandomu.

## Životopis
Narodila se v Praze. Absolvovala střední ekonomickou školu a vědecké informace a knihovnictví na Filozofické fakultě Univerzity Karlovy. Obor zahradní architektura na MZLU Brno z rodinných důvodů nedokončila. V červnu 1994 se vdala za Martina Klímu, dívčí jméno Kadlečková, pod kterým publikovala dříve, si pro literární tvorbu ponechala. Mají tři dcery (Hedviku, Alžbětu, Karolínu Uršulu). Po letech strávených v Brně a ročním pobytu v Anglii (2008–9) žijí v Praze.
Počátkem 90. let spolupracovala na vzniku hry Dračí doupě, při založení klubu jeho příznivců Hexaedr a v nakladatelství Altar. V letech 1994–7 byla redaktorkou nakladatelství Harlequin. Po narození dětí zůstala v domácnosti, příležitostně překládala beletrii z angličtiny.
Její povídky se začaly objevovat ve fanzinech a v literárních soutěžích SF klubů v roce 1987 (zvítězila např. v soutěžích O nejlepší fantasy, O stříbřitělesklý halmochron, Huňáč zelený, Cena Karla Čapka). Na počátku devadesátých let v rychlém sledu vydala několik knih, ale na přelomu tisíciletí se odmlčela. Od roku 2007 znovu publikuje.

## Dílo
Většina prací Vilmy Kadlečkové náleží k cyklu Legendy o argenitu. Jsou to příběhy na rozhraní science fiction a fantasy (science fantasy, „psychotronická science fiction“), mapující budoucí historii vesmíru, v němž existuje argenit: fiktivní nerost sloužící jako zdroj energie lidem s psychotronickými schopnostmi. Součástí cyklu jsou rané romány Na pomezí Eternaalu, Meče Lorgan, Stavitelé věží a další novely a povídky. Motiv argenitu se objevuje i v osmidílné sáze Mycelium.
Věnuje se také „čisté“ fantasy (částečně sbírka Jednou bude tma, román Pán všech krůpějí, novela O snovačce a Přemyslovi). Podílela se na projektu Tajná kniha Šerosvitu.
Povídky bez SFF motivů píše výjimečně (Elixír stáří, in O čem ženy píší, IFP Publishing 2008).

## Československý fandom
Vilma Kadlečková se zapojovala do různých aktivit československého fandomu. Od roku 1987 uveřejňovala sci-fi povídky ve fanzinech, účastnila se klubových literárních soutěží a Parconů, společenských zábav sci-fi hnutí. Povídky oceněné v soutěžích byly později otištěny v různých časopisech.

### Ocenění
- Na pomezí Eternaalu – Mlok 1990 v kategorii román, Cena Karla Čapka
- Stavitelé věží – Mlok 1993 v kategorii román, Cena Karla Čapka
- O snovačce a přemyslovi – cena Akademie SFFH 2007 v kategorii Povídka
- Lunapark Luna – cena Akademie SFFH 2010 v kategorii Povídka
- Starýma očima, za tisíc let – čtenářská cena Aeronautilus za rok 2012 v kategorii Povídka
- Mycelium I: Jantarové oči – cena Akademie SFFH 2013 za knihu roku a původní českou nebo slovenskou knihu
- Mycelium III: Pád do temnot – cena Akademie SFFH 2014 za původní českou nebo slovenskou knihu
- Mycelium VIII – Program apokalypsy – Magnesia Litera 2023, Litera za fantastiku

a různé ceny z amatérských literárních soutěží na konci osmdesátých let